# Jore Trompet
Jore Trompet (Brussel, 30 juli 1992) is een Belgisch voetballer die sinds 2018 uitkomt voor KVC Jong Lede. Trompet is een middenvelder.

## Carrière
Trompet genoot zijn jeugdopleiding bij Eendracht Opstal en Sporting Lokeren. Zijn debuut in het eerste elftal van Lokeren maakte hij op 30 december 2010 in het competitieduel tegen KRC Genk. Hij verving Nill De Pauw na 64 minuten. Trompet was nooit een onbetwistbare basisspeler bij Lokeren, maar in vijf seizoenen tijd speelde hij toch 57 officiële wedstrijden voor de club. Hij won in die periode ook twee keer de Beker van België: in 2012 en 2014. Trompet kwam enkel in de bekerfinale van 2014 in actie: in de slotfase mocht hij van trainer Peter Maes invallen voor Hans Vanaken.
In 2015 maakte Trompet de overstap van Lokeren naar KVC Westerlo. Op 20 november 2015 maakte hij zijn officiële debuut voor de club in de competitiewedstrijd tegen AA Gent, maar na 27 minuten kreeg Trompet al rood na twee gele kaarten. Het zou bij die ene wedstrijd voor Westerlo blijven: in januari 2016 verhuurde de club hem tot het einde van het seizoen aan derdeklasser SC Eendracht Aalst. Ook in het seizoen 2016/17 werd Trompet uitgeleend, ditmaal aan Rupel Boom FC.
Na zijn uitleenbeurt aan Rupel Boom liet Westerlo Trompet op definitieve basis vertrekken naar KSV Temse. Een jaar later stapte hij over naar KVC Jong Lede.

## Statistieken
| Seizoen         | Club                 | Competitie             | Competitie | Competitie | Beker | Beker | Europa | Europa | Totaal | Totaal |
| Seizoen         | Club                 | Competitie             | Wed.       | Dlp.       | Wed.  | Dlp.  | Wed.   | Dlp.   | Wed.   | Dlp.   |
| --------------- | -------------------- | ---------------------- | ---------- | ---------- | ----- | ----- | ------ | ------ | ------ | ------ |
| 2010/11         | Sporting Lokeren     | Jupiler Pro League     | 8          | 0          | 0     | 0     | —      | —      | 8      | 0      |
| 2011/12         | Sporting Lokeren     | Jupiler Pro League     | 12         | 0          | 1     | 0     | —      | —      | 13     | 0      |
| 2012/13         | Sporting Lokeren     | Jupiler Pro League     | 14         | 0          | 1     | 0     | 0      | 0      | 15     | 0      |
| 2013/14         | Sporting Lokeren     | Jupiler Pro League     | 10         | 0          | 4     | 1     | —      | —      | 14     | 1      |
| 2014/15         | Sporting Lokeren     | Jupiler Pro League     | 5          | 0          | 2     | 0     | 0      | 0      | 7      | 0      |
| 2015/16         | KVC Westerlo         | Jupiler Pro League     | 1          | 0          | 0     | 0     | —      | —      | 1      | 0      |
| 2015/16         | → SC Eendracht Aalst | Derde klasse A         | 11         | 0          | 0     | 0     | —      | —      | 11     | 0      |
| 2016/17         | → Rupel Boom FC      | Tweede klasse amateurs |            |            |       |       | —      | —      |        |        |
| 2017/18         | KSV Temse            | Tweede klasse amateurs |            |            |       |       | —      | —      |        |        |
| 2018/19         | KVC Jong Lede        | Derde klasse amateurs  |            |            |       |       | —      | —      |        |        |
| 2019/20         | KVC Jong Lede        | Derde klasse amateurs  |            |            |       |       | —      | —      |        |        |
| Carrière totaal | Carrière totaal      | Carrière totaal        | 61         | 0          | 8     | 1     | 0      | 0      | 69     | 1      |

Laatst bijgewerkt op 23 april 2020